# Jeu d'échecs en Corse
 (juillet 2020).
Le jeu d'échecs en Corse est un jeu populaire. Il y a près de 7 680 licenciés pour 300 000 habitants (il y en a 56 000 en France métropolitaine). La ligue corse est créée en 1998 : le jeu se développe et de nombreux tournois sont organisés.

## Historique
En 1998, la ligue de Corse des échecs est créée, notamment par Léo Battesti. Elle comprend 250 licenciés,.
Léo Battesti a appris à jouer aux échecs lors d'un séjour en prison. Dès la création de la ligue, des initiations sont mises en place à Bastia et à Ajaccio en partenariat avec le rectorat et la collectivité de Corse. Ces initiations s'étendent à d'autres communes. Elles permettent ainsi d'augmenter le nombre de licenciés et de clubs. Plus de 40 000 enfants sont initiés à la discipline entre 1987 et 2015,.
Des compétitions sont organisées. Par exemple, en 2008, le championnat scolaire de la Haute-Corse compta environ 3 000 participants.
Les jeunes corses participent à des compétitions nationales : le Championnat de France d'échecs des jeunes et le championnat de France UNSS.
En 2019, Marc'Andria Maurizzi devient champion d'Europe de sa catégorie et un des jeunes maîtres internationaux.

## Organisation et action de la ligue corse des échecs

### La ligue corse

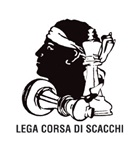
Lega Corsa di Scacchi (Ligue corse des échecs).

Le Comité directeur de la Ligue Corse des Échecs se compose de quinze membres. Le président-fondateur est Léo Battesti. En dix ans, la ligue est passée de 300 à près de 6 500 licenciés. Elle est présente aujourd'hui dans toute l’Île, par le biais des activités scolaires, ou via l’organisation d’événements.

### Clubs
Comprenant deux clubs lors de sa création, l’un à Bastia, l’autre à Ajaccio, la ligue en compte dix en 2017 (Échec Club Ajaccien Ajaccio, Corsica Chess Club Bastia, Balagne Chess Club Calvi, Corte, Penta-di-Casinca, Morosaglia, Porto-Vecchio, Saint-Florent, Grand Sud (Propriano Ciamannacce) et Prunelli-di-Fiumorbo).

### Enseignement dans les écoles
En collaboration avec les instituteurs, des cours sont dispensés dans le temps scolaire à raison d’une heure par semaine. Les neuf salariés et une demi-douzaine de vacataires se rendent dans plus d’une centaine d’écoles.
Pour continuer cet enseignement, les enfants sont invités à rejoindre les clubs et à participer aux nombreux tournois de parties rapides chaque week-end. De grands tournois sont également organisés.

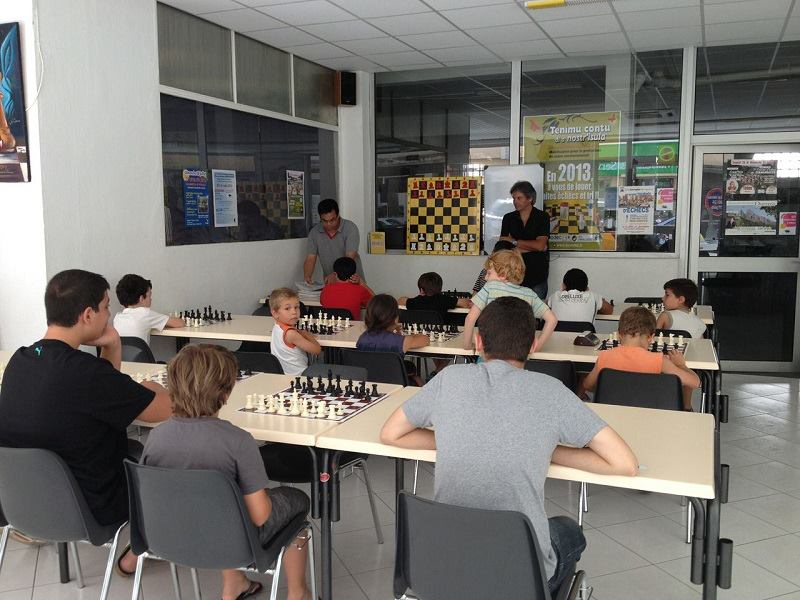
Stage bilingue.

Un bulletin régional d’informations et d’exercices est remis gratuitement aux élèves, leur permettant la révision des notions vues en classe.
Il est adapté aux différents niveaux de jeu :
- Niveau 1 - 1re année de Cycle 3 : Familiarisation
- Niveau 2 - 2e année de Cycle 3 : Initiation
- Niveau 3 - 3e année de Cycle 3 : Perfectionnement

Chaque année, des cours bilingues sont dispensés dans les clubs corses.

### Controverse
En 2016, une affaire de pédocriminalité implique l'entraineur Dominique Bellicou. Les faits sont principalement commis entre 2011 et 2015 sur des fillettes de 8 à 12 ans. Sept autres personnes, dont six mineures (8, 9 et 17 ans), ont accusé l'éducateur d'agressions sexuelles en milieu scolaire ou dans un club d’échecs. En 2020, le jury populaire de la cour d'assises de la Haute-Corse, statuant en appel, rend un verdict de vingt ans de réclusion criminelle, dont deux tiers en peine de sûreté.
De nombreux dysfonctionnements émaillent cette affaire : des signalements ont été émis dans des écoles partenaires de la ligue, des clubs de loisirs ; plusieurs alertes ont été étouffées ou volontairement ignorées, avant cette première accusation.
Dans cette affaire, la ligue corse ne s'est pas portée partie civile. La Fédération française des échecs n'a jamais mentionné l’affaire publiquement. Les défaillances de l'éducation nationale et de la ligue corse des échecs sont patentes,.
Dans la nuit du 6 au 7 août 2019, le collectif "Collage féministe" (moyen d'expression militant) a recouvert les murs de la Casa di i scacchi à Bastia avec des slogans hostiles à l'ancien formateur de la Ligue corse d'échecs ; à la suite de cette action, la ligue corse d'échecs annonce porter plainte.

## Tournois organisés en Corse

### Open international de Porticcio (depuis 2014)
Porticcio (Purtichju en corse) est une station balnéaire corse, située sur la commune de Grosseto-Prugna.
| Année | Dates               | Vainqueur                        | Notes |
| ----- | ------------------- | -------------------------------- | --- |
| 2014  | 6-11 mai            | Laurent Fressinet (6 / 7)        | au départage devant Romain Édouard et Vladimir Malaniouk, 120 joueurs 7 rondes                                                                        |
| 2015  | 27 juin-3 juillet   | Aleksandr Arechtchenko (7,5 / 9) | au départage devant Viktor Láznička ; 3e : Laurent Fressinet (7 / 9), 121 joueurs, 9 rondes                                                           |
| 2016  | 25 juin-1er juillet | Aleksandr Arechtchenko (7 / 9)   | au départage devant Daniel Naroditsky et Deep Sengupta, 106 joueurs, 9 rondes                                                                         |
| 2017  | 2-8 juillet         | Michał Krasenkow (8 / 9)         | devant Eltaj Safarli, Gadir Gousseinov, Matthieu Cornette, Siarheï Jyhalka, Laurent Fressinet (7/9) et Gawain Jones (6,5 / 9), 139 joueurs,, 9 rondes |
| 2018  | 30 juin-7 juillet   | Alexander Donchenko (7,5 / 9)    | devant Bogdan-Daniel Deac, Andreï Barichpolets, Michal Krasenkow et Daniel Fridman (7 / 9), 92 joueurs, 9 rondes                                      |
| 2019  | 29 juin - 4 juillet | Maxime Lagarde (7,5 / 9)         | devant Raunak Sadhwani, Michal Krasenkow, Daniele Vocaturo (7/9), 87 joueurs, 9 rondes                                                                |
| 2022  | 2-8 juillet         | Marc'Andria Maurizzi (7,5 / 9)   | au départage devant Isik Can (7,5 / 9) 122 joueurs, 9 rondes                                                                                          |

### Circuit corse (Corsican Circuit)
Le circuit corse est un ensemble de compétitions blitz et rapides. Elles sont disputées dans plusieurs villes : Ajaccio, Venaco et Bastia, habituellement fin octobre-début novembre.

#### Open international de Corse (rapide) à Bastia
L'Open rapide de Bastia est organisé par le Corsica Chess Club de Bastia.
| Édition Année | Édition Année | Vainqueur(s) | Deuxième(s) | Joueurs |
| ------------- | ------------- | --- | --- | ------- |
| 1             | 1997          | Pavel Tregoubov | Ilya Smirin, sergei Tiviakov Evgeni Agrest, Anton Filippov Jean-Marc Degraeve Éric Prié, Andreï Chtchekatchev                                                                  | 200     |
| 2             | 1998          | Aleksandr Tchernine | Viktor Bologan, Evgeni Agrest Mladen Palac, Krunoslav Hulak Giovanni Vescovi, Dimitri Tyomkin                                                                                  |         |
| 3             | 1999          | Corsica Masters Open : neuf joueurs ex æquo (7/9) Vladimir Akopian vainqueur de la finale,                                                              | Corsica Masters Open : neuf joueurs ex æquo (7/9) Vladimir Akopian vainqueur de la finale,                                                                                     |         |
| 4             | 2000          | Viswanathan Anand | 2e-3e : Alexander Onischuk, Gueorgui Timochenko |         |
| 5             | 2001          | Andreï Chtchekatchev | Pavel Tregoubov Zdenko Kožul, Evgeni Agrest | 252     |
| 6             | 2002          | Aleksandr Roustemov | Mladen Palac Andriï Volokitine | 330     |
| 7a            | 2003          | Tournoi de Bastia : Alexandre Motylev | Vadim Milov, Oleg Korneïev Loek van Wely, Artur Kogan Mikhaïl Gourevitch Krishnan Sasikiran                                                                                    | 254     |
| 7b            | 2003          | Corsica Masters Open : dix-neuf joueurs ex æquo (6,5/9) Teimour Radjabov premier au départage devant Topalov (Viswanathan Anand vainqueur de la finale) | Corsica Masters Open : dix-neuf joueurs ex æquo (6,5/9) Teimour Radjabov premier au départage devant Topalov (Viswanathan Anand vainqueur de la finale)                        | 173     |
| 8             | 2004          | Arthur Youssoupov Andreï Chtchekatchev | | 232     |
| 9             | 2005          | Krishnan Sasikiran Predrag Nikolić | | 221     |
| 10            | 2006          | Aleksandr Tchernine Murtas Kazhgaleïev | | 60      |
| 11            | 2007          | Hikaru Nakamura | Loek van Wely Mikheil Mtchedlichvili | 95      |
| 12            | 2008          | Vadim Milov | Sergei Tiviakov | 123     |
| 13            | 2009          | Ivan Sokolov (au départage) | Vladimir Malaniouk Hicham Hamdouchi | 184     |
| 14            | 2010          | Viktor Bologan | Loek van Wely Laurent Fressinet | 174     |
| 15            | 2011          | Krishnan Sasikiran | Gawain Jones | 182     |
| 16            | 2012          | Gabriel Battaglini | Arthur Youssoupov Ante Brkić, Stefan Djuric | 153     |
| 17            | 2013          | Andrei Istrățescu (au départage) | Zoltán Almási Sergueï Fedortchouk | 182     |
| 18            | 2014          | Sergueï Fedortchouk (au départage) | Igor Kovalenko | 168     |
| 19            | 2015          | Igor Kovalenko (au départage) | Hrant Melkoumian | 172     |
| 20            | 2016          | Aleksandr Moiseenko Anton Korobov Mikhaïl Antipov | | 56      |
| 21            | 2017          | Vladimir Onichtchouk | Radoslav Dimitrov | 73      |
| 22            | 2018          | Alexandre Motylev | Étienne Bacrot, Maxime Lagarde Maksim Matlakov, Ivan Šarić | 140     |
| 23            | 2019          | Timour Gareïev | Igor Kovalenko, Laurent Fressinet Aleksandr Chimanov, Sergueï Azarov Maxime Lagarde, Vitaliï Bernadskyï, Jonathan Dourerassou, Nabil Bouslimi Andreï Soumets, Vadim Malakhatko | 150     |

#### Corsica Maestri (finale du circuit corse, rapide et blitz)
| Édition Année | Édition Année | Vainqueur              | Adversaire ou finaliste | Demi-finalistes                           | Joueurs |
| ------------- | ------------- | ---------------------- | ----------------------- | ----------------------------------------- | ------- |
| 2             | 1998          | Aleksandr Tchernine    | Viktor Bologan          | Giovanni Vescovi Mladen Palac             | 8       |
| 3a            | 1999          | Vladimir Akopian       | Viktor Bologan          | Sergueï Roublevski Aleksander Wojtkiewicz | 8       |
| 3b            | 1999          | Étienne Bacrot         | Judit Polgár            | (match en 4 parties)                      | 2       |
| 4             | 2000          | Viswanathan Anand      | Siniša Dražić           | Stefan Đurić Mircea-Sergiu Lipu           | 8       |
| 5             | 2001          | Viswanathan Anand      | Aleksandr Tchernine     | Sergei Tiviakov Joël Lautier              | 16      |
| 6             | 2002          | Viswanathan Anand      | Anatoli Karpov          | Alexeï Chirov Mikhaïl Gourevitch          | 16      |
| 7             | 2003          | Viswanathan Anand      | Veselin Topalov         | Aleksandr Grichtchouk Alexeï Chirov       | 16      |
| 8             | 2004          | Viswanathan Anand      | Sergueï Roublevski      | Étienne Bacrot Aleksandr Motyliov         | 16      |
| 9             | 2005          | Vadim Milov,           | Viswanathan Anand       | Michael Adams Zoltán Almási               | 16      |
| 10            | 2006          | Rustam Qosimjonov      | Viswanathan Anand       | Murtas Kazhgaleïev Étienne Bacrot         | 16      |
| 11            | 2007          | Hikaru Nakamura        | Rustam Qosimjonov       | Anatoli Karpov Evgueni Bareïev            | 16      |
| 12            | 2008          | Shakhriyar Mamedyarov  | Sergei Tiviakov         | Étienne Bacrot Pavel Tregoubov            | 16      |
| 13            | 2009          | Viswanathan Anand      | Anatoli Karpov          | (match en 4 parties)                      | 2       |
| 14            | 2010          | Shakhriyar Mamedyarov  | Teimour Radjabov        | Loek van Wely Csaba Balogh                | 16      |
| 15            | 2011          | Viswanathan Anand      | Shakhriyar Mamedyarov   | Krishnan Sasikiran Ivan Chéparinov        | 16      |
| 16            | 2012          | Étienne Bacrot         | Laurent Fressinet       | Maxime Vachier-Lagrave Nigel Short        | 16      |
| 17            | 2013          | Ivan Šarić             | Zoltán Almási           | Sergueï Fedortchouk Daniel Fridman        | 16      |
| 18            | 2014          | Hou Yifan              | Sergueï Fedortchouk     | Viswanathan Anand Róbert Ruck             | 16      |
| 19            | 2015          | Vladimir Onichtchouk   | Igor Kovalenko          | Laurent Fressinet Zoltan Almasi           | 16      |
| 20            | 2016          | Maxime Vachier-Lagrave | Viswanathan Anand       | Anton Korobov Teimour Radjabov            | 16      |
| 21            | 2017          | Alekseï Dreïev         | Gata Kamsky             | Niclas Huschenbeth Rinat Jumabaev         | 16      |
| 22            | 2018          | Maksim Matlakov        | Maxime Lagarde          | Vladimir Onichtchouk Aleksandr Zoubov     | 16      |
| 23            | 2019          | Laurent Fressinet      | Sergueï Azarov          | Aleksandr Chimanov Pierre Villegas        | 16      |

### Open international de Balagne (Calvi)

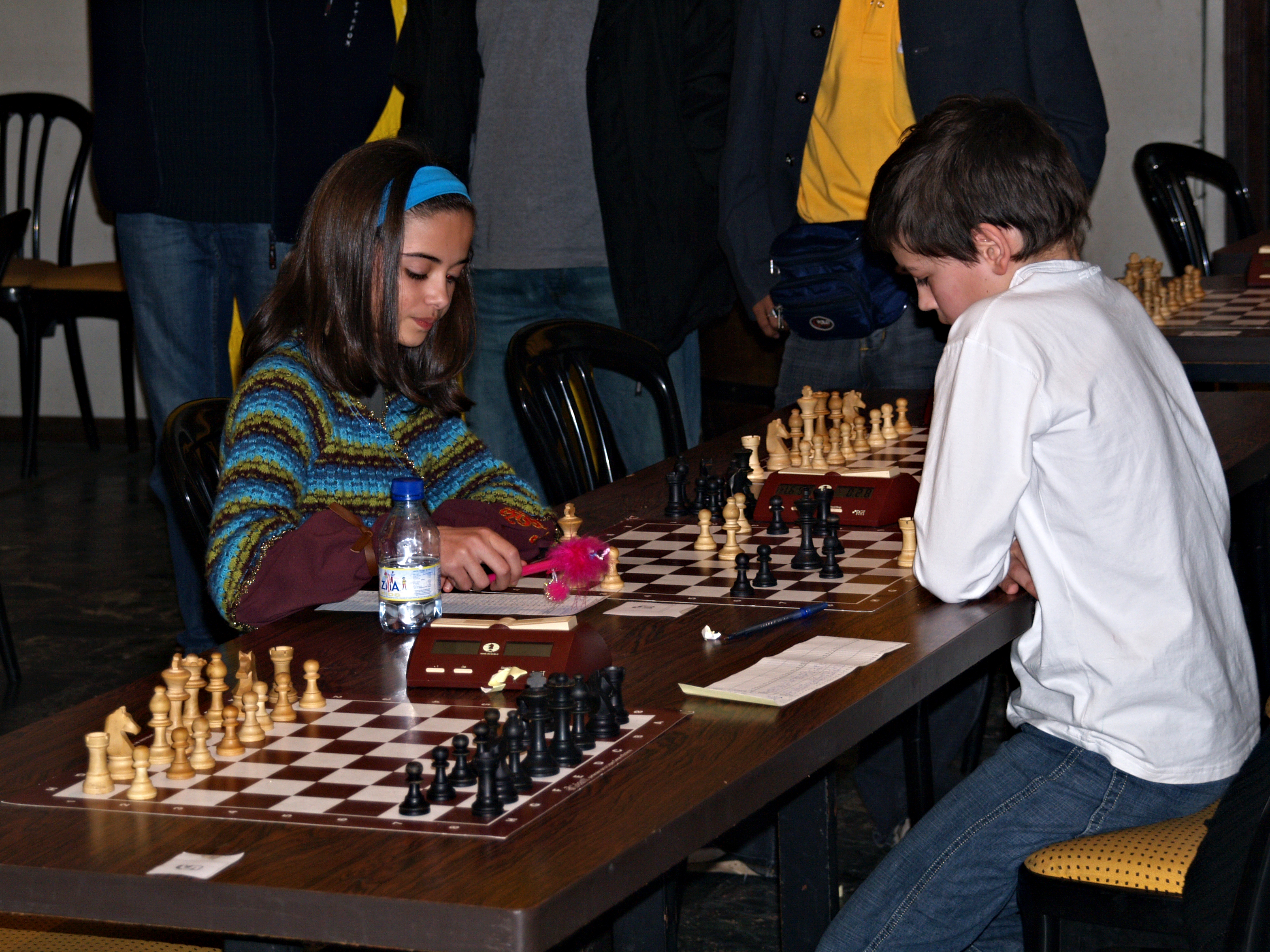
Tournoi des Jeunes, parallèle au 4e Open international de Balagne (2007)

L'open international rapide de Balagne est organisé depuis 2004 par le Balagna Chess Club de Calvi dans le village de vacances La Balagne. Depuis 2010, il a lieu le plus souvent fin avril-début mai. Il est le premier tournoi à avoir appliqué les « Corsican Rules » (interdiction de proposer nulle par consentement mutuel).

#### Tournois classiques (2004-2012)
- 2004 : Ilmars Starostits (Lettonie) : 7,5 / 9[52]
- 2005 : Youriï Kryvoroutchko
- 2006 : Viorel Iordăchescu [53]
- 2007 : Ni Hua : 6,5 / 7[54]
- 2008 : Stefan Macak (Slovaquie) : 8 /9[55],[56],[57]
- 2009 : Vladimir Malaniouk : 7,5 / 9[58]
- 2010 : Azer Mirzoïev (Azerbaïdjan, 7,5 / 9) devant Krikor Mekhitarian et Farid Abassov (7/9) (1 h 30 + 30 s par coup)[59]
- 2011 : Vadim Malakhatko (7,5 / 9) devant Hicham Hamdouchi, Christian Bauer et Robin van Kampen (parties lentes)[60],[61]
- 2012 : Glenn Flear vainqueur de l'open international rapide (blitz) et du « tournoi de grands maîtres » (tournoi fermé à dix joueurs en parties lentes)[62]

#### Tournois rapides (depuis 2013)
Depuis 2013, un tournoi open rapide est organisé, suivi d'un tournoi à quatre à élimination directe
- 2013 : Étienne Bacrot vainqueur de la finale contre Fressinet ; demi-finalistes : Rapport et Tkachiev[63],[64]
- 2014 : Étienne Bacrot vainqueur de la finale contre Fressinet (2-0)[65],[66].
- 2015 : Laurent Fressinet, vainqueur de Bacrot en finale[67]. Romain Édouard (7,5 / 9) est premier de l'open devant Fressinet (7), Bacrot, van Wely et Kosteniouk[68]
- 2016 : Igor Kovalenko (8,5 / 9) vainqueur de l'open (10 min + 3 s par coup) devant Laurent Fressinet (8 / 9)[69], Kovalenko remporte la finale (2-0)
- 2017 : Étienne Bacrot, vainqueur de l'open (9/9) et vainqueur de Fressinet en finale
- 2018 : Romain Édouard, vainqueur de Loek van Wely en finale (1-1, puis départage)  (10 min + 3 s par coup)[70]
- 2019 : David Howell, vainqueur de l'open, bat Alew Astaneh Lopez (Irlande) en finale (1-1, puis départage mort subite)[71]

### Autres tournois rapides

#### Tournois rapides d'Ajaccio
Le premier Open International d'échecs de Corse organisé à Ajaccio et faisant partie du circuit corse est organisé en octobre 2004.
- 2004 : victoire de Étienne Bacrot dans le tournoi open devant Aleksandr Roustemov[73] ; victoire de Veselin Topalov en finale de l'Aiacciu Masters[74],[75]
- 2005 : victoire de Krishnan Sasikiran dans l'open qualificatif du circuit corse, vainqueur de Bacrot en finale[76] ;
- 2006 : victoire de Rustam Qosimjonov dans l'open et de  Vladimir Malaniouk dans le tournoi à élimination directe[77],[78].

#### Open rapide de Venaco
- Viswanathan Anand remporte l'open rapide de Venaco en 2005 en battant en finale Mikhaïl Gourevitch[76].
- Daniel  Fridman remporte l'open rapide de Venaco 2006 en battant en finale Mikhaïl Gourevitch[79]

#### Matchs exhibition rapides de Porto-Vecchio
La ligue corse organise à Porto-Vecchio en mai des matchs exhibition.
- 2006 :  match des légendes (anciens champions du monde), Boris Spassky - Anatoli Karpov : 1,5 - 0,5
- 2007 :  match des espoirs, Teimour Radjabov - Magnus Carlsen : 2,5 - 1,5
- 2008 :  match Étienne Bacrot (champion de France 2008) - Vladislav Tkachiev (champion d'Europe 2007) : 0 - 2
- 2009 :  match des championnes (Monde contre France) Alexandra Kosteniouk - Sophie Milliet : 2-0
- 2010 :  match des générations (champions du monde junior contre vétéran), Maxime Vachier-Lagrave - Mišo Cebalo : 2-0
- 2011 :  match de l'amour (Mari et femme), Laurent Fressinet - Almira Skripchenko :  1,5 -0,5
- 2012 :  match des championnes (Monde contre Europe), Hou Yifan - Viktorija Čmilytė : 1,5 -0,5
- 2013 :  match des sœurs, Judit Polgár Zsófia Polgár : 2 - 1
- 2014 :  défi des maîtres corses : deux joueurs corses affrontent Viswanathan Anand : Anand bat Piscopo (1.5 - 0.5) et Massoni (2 - 0)
- 2015 : défi européen : match entre le champion d'Europe Ievgueni Naïer et le numéro un allemand Arkadij Naiditsch : 1 - 1, victoire de Naiditsch au départage en blitz[80]
- 2016 : match des champions (Russie contre France) : Peter Svidler (7 fois champion de Russie) - Étienne Bacrot (7 fois champion de France) : 1 - 1, Bacrot vainqueur du départage[81],[82]
- 2017 : match des secondants : Peter Heine Nielsen (secondant de Anand et Carlsen) contre Laurent Fressinet (secondant de Carlsen)[83], victoire de Fressinet (2 - 0)

#### Open rapide de Lecci
L'open rapide (50 min + 10 s par coup) de Lecci est organisé en avril ou en mai par le club Scacchera 'llu Pazzu.
- 2015 et 2016 : Manuel Valles (France)
- 2017 : Vasik Rajlich (République tchèque et États-Unis)
- 2018 : Loek van Wely (Pays-Bas, 9/9)

### Tournois de blitz

#### Championnat d'Europe de blitz (2007)
En 2007, Vladislav Tkachiev remporte le championnat d'Europe de blitz, tournoi organisé à Ajaccio dans le cadre du circuit corse, devant Laurent Fressinet et Anatoli Karpov avec 25,5 points en 32 parties (système suisse en 16 rondes de deux parties).

#### Open de blitz de Quenza (depuis 2011)
La commune de Quenza dans le nord de l'Alta Rocca accueille en juillet un open qui désigne également le champion de Corse de blitz.

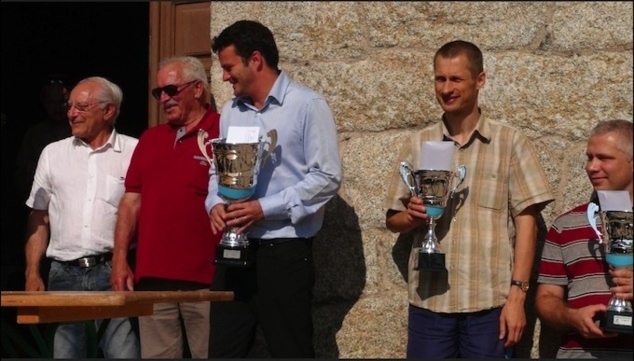
Étienne Bacrot vainqueur de la troisième édition du tournoi de Quenza.

| Année | Vainqueur                 | Notes                                              |
| ----- | ------------------------- | -------------------------------------------------- |
| 2011  | Maxime Vachier-Lagrave    | Champion de Corse de blitz : Ludovic Utrera (2e)   |
| 2012  | Laurent Fressinet         | devant Romain Édouard et Almira Skripchenko        |
| 2013  | Étienne Bacrot (8,5/9)    | devant Grigori Seletski (7,5) et Vitali Koziak (7) |
| 2014  | Krasimir Rusev            | devant Alexandra Kosteniouk et Mikhaïl Kazakov     |
| 2015  | Maxime Vachier-Lagrave    | devant Étienne Bacrot et Mikhaïl Kazakov           |
| 2016  | Valentina Gounina (8,5/9) | devant Laurent Fressinet (8/9)                     |
| 2017  | Pavel Tregoubov (8,5/9)   | devant Stefan Đurić et Alexandra Kosteniouk        |
| 2018  | Almira Skripchenko (8/9)  |                                                    |
| 2019  | Laurent Fressinet (9/9)   | devant Loek van Wely et Grigori Seletski (7,5/9)   |

#### Tournoi de  blitz de Ciamannacce (depuis 2011)

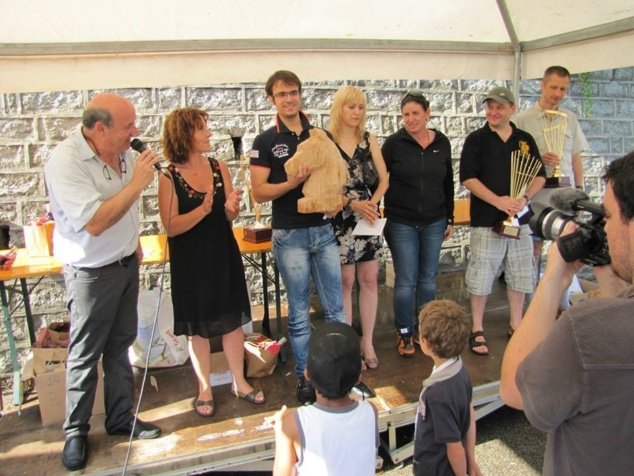
Romain Édouard vainqueur de la troisième édition du tournoi de Ciammanacce en 2013.

Le tournoi de blitz de Ciamannacce se déroule au mois de juillet.
| Édition Année | Édition Année | Vainqueur                    | Deuxième(s)                                                |
| ------------- | ------------- | ---------------------------- | ---------------------------------------------------------- |
| 1             | 2011          | Romain Édouard (9/9)         | devant Michaël Massoni                                     |
| 2             | 2012          | Vitali Koziak                | Anatoli Karpov                                             |
| 3             | 2013          | Romain Édouard (8/9)         | Mikhaïl Kazakov et Vitali Koziak                           |
| 4             | 2014          | Sergueï Fedortchouk          | Vladimir Malaniouk                                         |
| 5             | 2015          | Vitali Koziak (7,5/9)        | au départage devant Bacrot et Piscopo                      |
| 6             | 2016          | Maxime Vachier-Lagrave       | au départage devant Naroditsky                             |
| 7             | 2017          | Gadir Gousseinov (8,5/9)     | Matthieu Cornette (7,5/9)                                  |
| 8             | 2018          | Maxime Lagarde (8/9)         | B. Deac, S. Fedortchouk, V. Nevednichy et S. Jyhalka (7/9) |
| 9             | 2019          | Vladimir Onichtchouk (8,5/9) | A. Kovtchan, R. Sadhwani, L. van Wely, S. Jyhalka (7/9)    |

#### Open de blitz Casanova de Venaco (depuis 1990)
(juillet 2020).

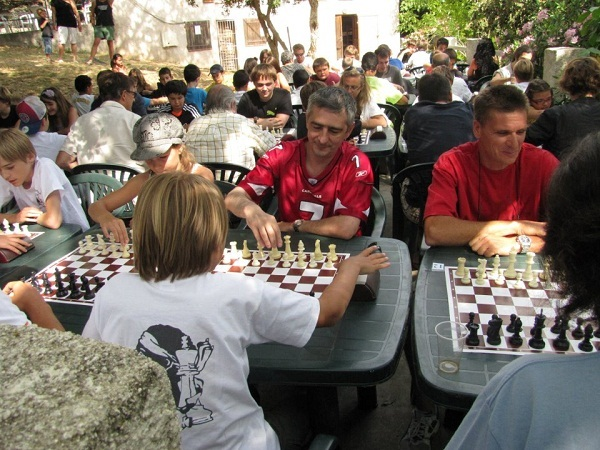
Tournoi de Casanova de Venaco.

Le tournoi Casanova, disputé à Venaco, est le plus vieux tournoi de Corse  en activité. Il est organisé habituellement le dernier week-end de juillet.

## Filmographie
- Échecs en Corse, la voie royale de Lionel Boisseau documentaire (notice BnF no FRBNF 42669076, voir en ligne)